# Aurec-sur-Loire
Aurec-sur-Loire är en kommun i departementet Haute-Loire i regionen Auvergne-Rhône-Alpes i centrala Frankrike. Kommunen ligger i kantonen Aurec-sur-Loire som tillhör arrondissementet Yssingeaux. År 2022 hade Aurec-sur-Loire 6 133 invånare.

## Befolkningsutveckling
| Befolkningsutvecklingen i Aurec-sur-Loire 1968–2021 | Befolkningsutvecklingen i Aurec-sur-Loire 1968–2021 | Befolkningsutvecklingen i Aurec-sur-Loire 1968–2021 | Befolkningsutvecklingen i Aurec-sur-Loire 1968–2021 | Befolkningsutvecklingen i Aurec-sur-Loire 1968–2021 |
| --------------------------------------------------- | --------------------------------------------------- | --------------------------------------------------- | --------------------------------------------------- | --------------------------------------------------- |
|                                                     |                                                     |                                                     |                                                     |                                                     |
| År                                                  |                                                     |                                                     | Folkmängd                                           |                                                     |
| 1968                                                | 1968                                                |                                                     | 3 620                                               |                                                     |
| 1975                                                | 1975                                                |                                                     | 3 975                                               |                                                     |
| 1982                                                | 1982                                                |                                                     | 4 248                                               |                                                     |
| 1990                                                | 1990                                                |                                                     | 4 510                                               |                                                     |
| 1999                                                | 1999                                                |                                                     | 4 895                                               |                                                     |
| 2007                                                | 2007                                                |                                                     | 5 340                                               |                                                     |
| 2015                                                | 2015                                                |                                                     | 6 102                                               |                                                     |
| 2021                                                | 2021                                                |                                                     | 6 171                                               |                                                     |